# Čerčany (nádraží)
Čerčany jsou železniční stanice v západní části obce Čerčany v okrese Benešov ve Středočeském kraji ležící v těsné blízkosti železničního mostu přes řeku Sázavu. Leží na neelektrizovaných jednokolejných tratích Praha – Vrané nad Vltavou – Čerčany, Čerčany – Světlá nad Sázavou a dvoukolejné elektrizované trati Praha – České Budějovice (3 kV ss).

## Historie
Železniční stanici vybudovala soukromá společnost Dráha císaře Františka Josefa (KFJB) na trase nově budovaného spojení Vídně s Prahou jakožto dočasnou konečnou stanici, první vlak projíždějící tratí zde ukončil jízdu při zprovoznění úseku z Českých Velenic 3. září 1871. K otevření zbývající trasy do Prahy došlo 14. prosince téhož roku po dokončení železničního mostu přes Sázavu. Ten byl zpočátku provizorně postaven ze dřeva. V době výstavby tratě panoval spor mezi zástupci obcí Čerčany a Pyšely, nacházející se na opačném břehu řeky, kde bude zřízeno nádraží. Výhodnější poloha i časový náskok v dovedení železnice nakonec rozhodly o zřízení nádraží na levém břehu Sázavy, v Čerčanech. Vzniklo zde též lokomotivní depo, později se stavbou nových tratí dále rozšiřované, a vodárna.
15. ledna 1897 otevřela společnost Místní dráha Čerčany-Modřany-Dobříš železniční trať do Krhanic, která byla roku 1900 po úsecích prodloužena až do Modřan u Prahy (pozdější trať 210). 6. srpna 1901 pak projekt společnosti Místní dráha Kolín - Čerčany – Kácov spojil Čerčany přes Ledečko s polabskou železnicí v Kolíně. Pro její obsluhu byla společností postavena nová výpravní budova ve vzdálenosti asi 700 metrů severovýchodně od původního nádraží pojmenovaná  Čerčany místní dráha, neboť nedošlo k dohodě o společném užívání stávající stanice. Čtyřkolejná stanice byla ovšem zanedlouho z důvodu nízké využitelnosti zrušena. Spolu s následnou odbočnou tratí do Světlé nad Sázavou zprovozněnou roku 1903 se běžně nazývá Posázavský Pacifik.
Po zestátnění KFJB v roce 1884 pak obsluhovala stanici jedna společnost, Císařsko-královské státní dráhy (kkStB), po roce 1918 pak správu přebraly Československé státní dráhy.
10. března 1971 byla do stanice dovedena elektrická napájecí soustava v rámci zlepšení sítě příměstských pražských tratí.
14. července 2007 (v době rekonstrukce) zde narazila lokomotiva řady 363 s rychlíkem do odstavené jednotky řady 451. Zemřel strojvedoucí odstavené jednotky.

## Popis
Stanicí prochází Čtvrtý železniční koridor, vede tudy dvoukolejná trať. Roku 2005 byla rekonstruována a upravena dle parametrů na koridorové stanice: byla zvýšena průjezdová rychlost stanicí na 160 km/h,[zdroj?] vznikla dvě bezbariérová zastřešená ostrovní nástupiště s podchody a výtahy a cestujícím tu slouží elektronický informační systém. Stanice je vybavena elektronickým stavědlem ESA 11, které je dálkově řízeno z Centrálního dispečerského pracoviště Praha.
Vodárnu se podařilo uchránit od demolice, prošla opravou a nyní slouží jako malé železniční muzeum.

## Provoz osobní dopravy
Vlaky a stanice jsou součástí PID a integrovány v systému Esko jako linky R17, R49, S1, S8, S9, S18 a S80. Ve stanici zastavují osobní a spěšné vlaky ve směrech Benešov u Prahy, Jílové u Prahy, Kolín, Ledeč nad Sázavou, Ledečko, Lysá nad Labem, Nymburk hlavní nádraží, Praha hlavní nádraží, Sázava, Tábor, Týnec nad Sázavou, Vrané nad Vltavou, Zruč nad Sázavou. Vlaky R, IC, EC stanici projíždějí.